# 布賴蒂巴赫河
47°24′03″N 8°36′30″E / 47.40079°N 8.60828°E

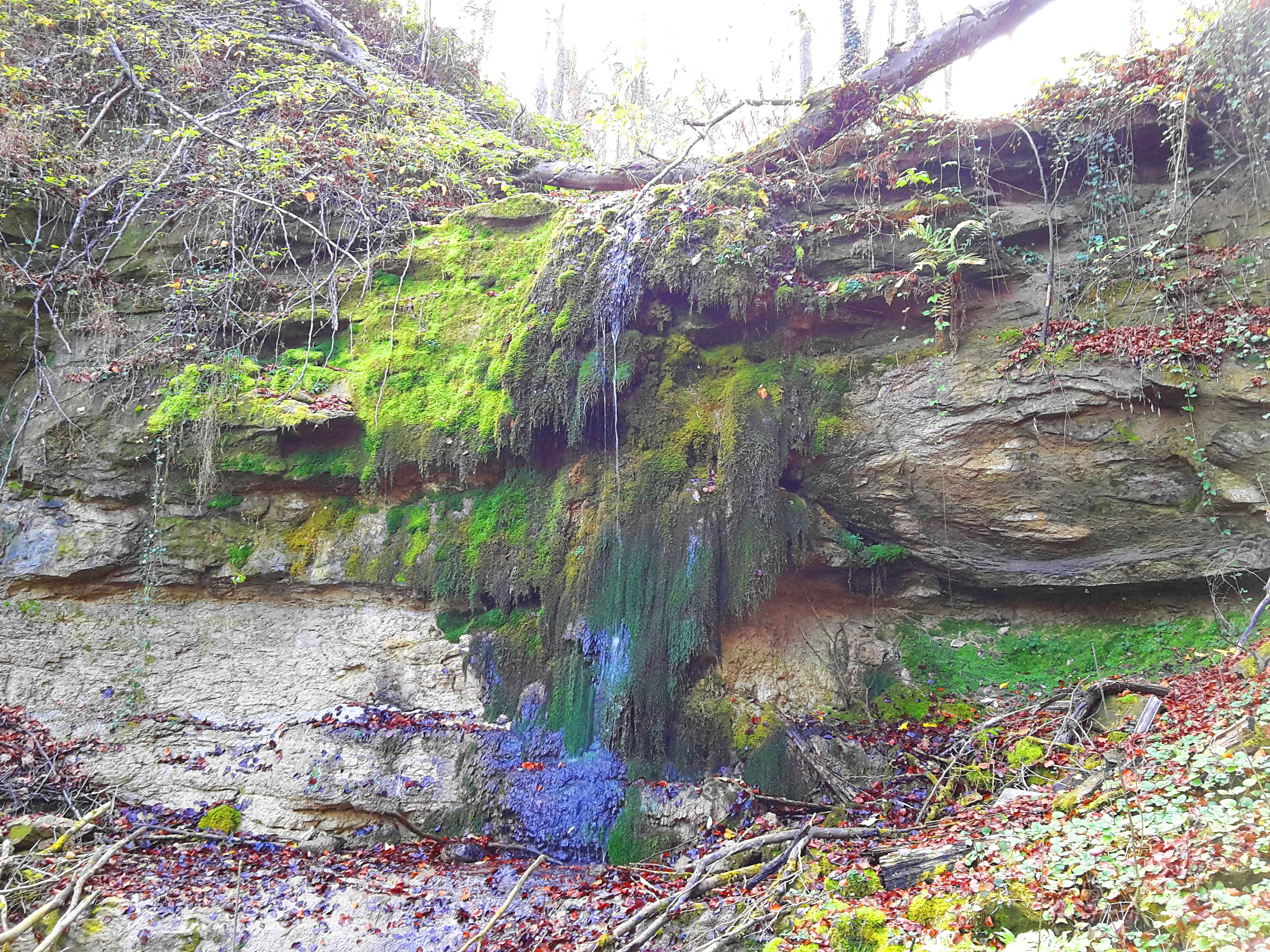

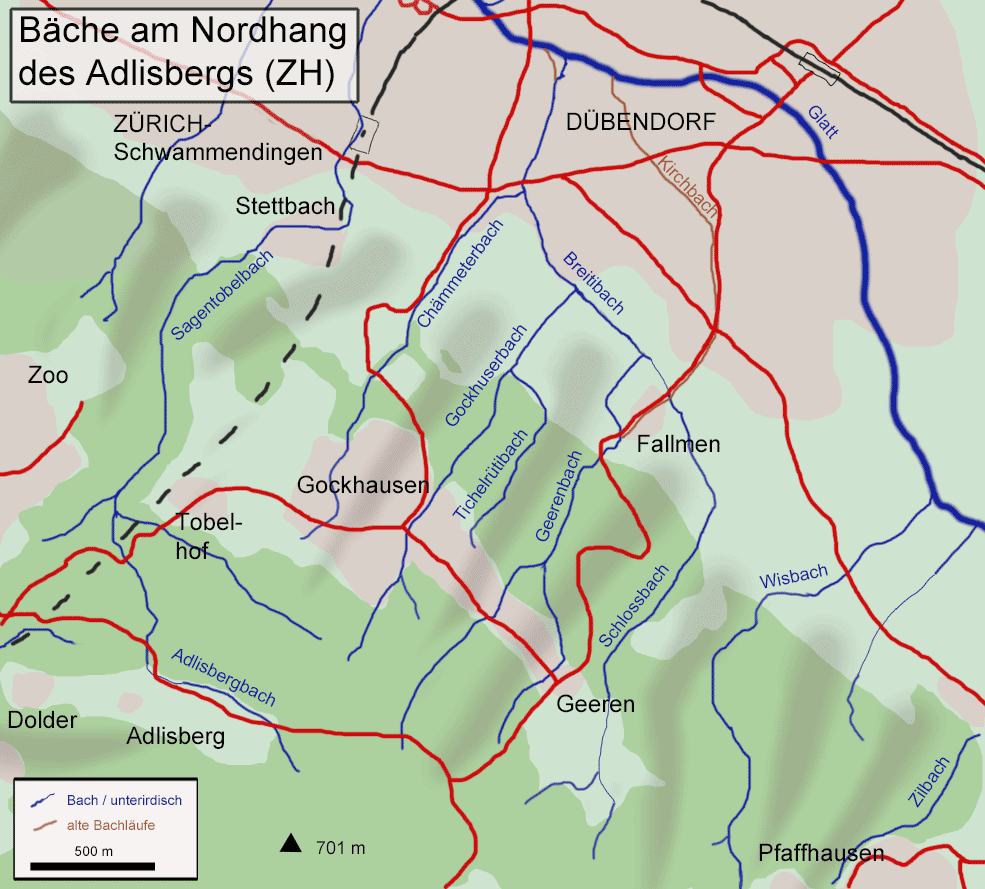

布賴蒂巴赫河是瑞士的河流，位於該國北部，流經蘇黎世州，屬於格拉特河的左支流，河道全長4.2公里，流域面積4.3平方公里，河口處在迪本多夫。